# Doris Raab
Doris Raab (Núremberg, 19 de octubre de 1851-1933) fue una artista y grabadora alemana.

## Biografía
Nació el 19 de octubre de 1851 en Núremberg. Era hija del artista Johann Leonhard Raab, que fue también su maestro.
Exhibió su obra en el Palacio de Bellas Artes en la Exposición Mundial Colombina de Chicago de 1893. También exhibió sus trabajos en la Exposición Universal de París de 1900.
Falleció en 1933.